# Kovban, Horohiv
Kovban (în ucraineană Ковбань) este un sat în comuna Novosilkî din raionul Horohiv, regiunea Volînia, Ucraina.

## Demografie
Componența lingvistică a localității Kovban
     Ucraineană (99,03%)
     Alte limbi (0,97%)
Conform recensământului din 2001, majoritatea populației localității Kovban era vorbitoare de ucraineană (99,03%), existând în minoritate și vorbitori de alte limbi.